# Margot Kruse
Margot Kruse (* 2. März 1928 in Hamburg; † 10. Dezember 2013 in Reinbek) war eine deutsche Romanistin.

## Leben und Werk
Margot Kruse wurde 1954 in Hamburg promoviert bei Hellmuth Petriconi über Das Pascal-Bild in der französischen Literatur (Hamburg 1955) und habilitierte sich 1959 ebenda mit Die Maxime in der französischen Literatur. Studien zum Werk La Rochefoucaulds und seiner Nachfolger (Hamburg 1960). 1961 wurde sie in Hamburg außerordentliche und, nach einem abgelehnten Ruf auf ein Ordinariat in Bonn, 1963 ordentliche Professorin für romanische Philologie. 1993 wurde sie emeritiert.
Margot Kruse war seit 1963 Mitherausgeberin der Zeitschrift Romanistisches Jahrbuch. Sie war seit 1996 Mitglied der Göttinger Akademie der Wissenschaften. 2003 erhielt sie die Joachim-Jungius-Medaille der Joachim-Jungius-Gesellschaft, der Vorgängerin der Hamburger Akademie der Wissenschaften, der sie seit 1972 angehörte. Ihr bekanntester Schüler war Ulrich Schulz-Buschhaus.
In der Dankesrede zur Verleihung der Joachim-Jungius-Medaille zitierte Margot Kruse den Moralisten La Rochefoucauld mit dem Satz: «Le refus des louanges est un désir d’être loué deux fois.» (dt.: „Wer Lob zurückweist, will zweimal gelobt werden.“)
Margot Kruse wurde auf dem Friedhof Reinbek beigesetzt.

## Schriften
Monografien
- Das Pascal-Bild in der französischen Literatur. Hamburger romanistische Studien (Reihe A, Bd. 41). Cram, de Gruyter & Co., Hamburg 1955.
- Die Maxime in der französischen Literatur – Studien zum Werk La Rochefoucaulds und seiner Nachfolger. Hamburger romanistische Studien (Reihe A, Bd. 44). Cram, de Gruyter & Co., Hamburg 1960.

Aufsatzsammlung
- Beiträge zur französischen Moralistik. Hrsg. von Joachim Küpper in Verbindung mit Andreas Kablitz und Bernhard König. De Gruyter, Berlin 2003, ISBN 3-11-017827-3.

Aufsätze (Auswahl)
- Giraudoux „Judith“. In: Das französische Theater. Vom Barock bis zur Gegenwart. Bagel, Düsseldorf 1968, S. 206–228 u. 398–402.
- Das Selbstporträt von Paul Scarron in der Nachfolge des Selbstporträts von Cervantes. In: Romanistisches Jahrbuch (Bd. 27). De Gruyter, Berlin 1976, ISSN 0080-3898, S. 100–117.
- ‚La gloire du monde‘ und ‚la gloire de Dieu‘ im Werk von Mademoiselle de Scudéry. In: Romanistisches Jahrbuch (Bd. 34). De Gruyter, Berlin 1983, ISSN 0080-3898, S. 101–117.
- Aretinos Sonette auf Tizian-Porträts. In: Romanistisches Jahrbuch (Bd. 38). De Gruyter, Berlin 1987, ISSN 0080-3898, S. 78–98.
- ‚La Galeria del Cavalier Marino‘ und ‚Le Cabinet de Mr de Scvdery‘. Zur Bildgedichtsammlung im Zeitalter des Barock in Italien und Frankreich. In: Brigitte Winklehner (Hrsg.): Italienisch-europäische Kulturbeziehungen im Zeitalter des Barock. Stauffenburg-Verlag, Tübingen 1991, ISBN 3-923721-19-6, S. 237–252.
- Das Porträt der Geliebten und „Amor pictor“ – Tradition und Abwandlung einer petrarkistischen Motivkombination in Ronsards „Amours de Cassandre“. In: Andreas Kablitz, Ulrich Schulz-Buschhaus (Hrsg.): Literarhistorische Begegnungen. Festschrift zum sechzigsten Geburtstag von Bernhard König. Narr, Tübingen 1993, ISBN 3-8233-4124-3, S. 197–212.
- Un précurseur de La Bruyère: Joseph Hall et ses „Characters of Virtues and Vices“ en France. In: Cahiers de l'Association Internationale des Études Françaises 44/1992, ISSN 0571-5865, S. 245–260.
- Zur Umdeutung biblischer Stoffe. Gestalten und Motive in der französischen Lyrik des 19. Jahrhunderts. In: Titus Heydenreich, Eberhard Leube und Ludwig Schrader (Hrsg.): Romanische Lyrik – Dichtung und Poetik. Stauffenburg Verlag, Tübingen 1993, ISBN 3-86057-002-1, S. 119–137.
- Lob und Tadel des Alters. „La vejez“ in moralphilosophischen Dialogen des Siglo de Oro und „la vieillesse“ in moralistischen Reflexionen des Siècle de Louis XIV. In: Frank Baasner (Hrsg.): Spanische Literatur – Literatur Europas. Wido Hempel zum 65. Geburtstag. Niemeyer, Tübingen 1996, ISBN 3-484-50080-8, S. 151–176.
- Zur Bedeutung des Begriffes ‚gloire‘ in Pascals „Pensées“. In: Karl Hölz, Siegfried Jüttner u. a. (Hrsg.): Sinn und Sinnverständnis. Festschrift für Ludwig Schrader zum 65. Geburtstag. Erich Schmidt, Berlin 1997, ISBN 3-503-03766-7, S. 157–171.
- Réflexion spirituelle et philosophie morale dans les „Produits de la civilisation perfectionnée“ de Chamfort. In: Jean Dagen (Hrsg.): La Morale des Moralistes. Champion, Paris 1999, ISBN 2-7453-0085-7, S. 197–206.

Herausgeberschaft
- zusammen mit Bernhard König, Wolf-Dieter Stempel, Joachim Küpper, Andreas Kablitz und Christian Schmitt: Romanistisches Jahrbuch. Romanisches Seminar der Universität Köln. De Gruyter, Berlin, ISSN 0080-3898.